# Mordellistena neocincta
Mordellistena neocincta är en skalbaggsart som beskrevs av Ray 1946. Mordellistena neocincta ingår i släktet Mordellistena och familjen tornbaggar. Inga underarter finns listade i Catalogue of Life.